# Paraplegia
La paraplegia és una paràlisi d'ambdues extremitats inferiors. Quan el grau d'afectació no és complet (parèsia) llavors s'anomena paraparèsia.
La paraplegia és una malaltia per la qual la part inferior del cos queda paralitzada i no té funcionalitat. Normalment és resultat d'una lesió medul·lar o d'una malaltia congènita com l'espina bífida. Una polineuropatia pot tenir també com a conseqüència la paraplegia. Si els braços es veuen afectats també per la paràlisi la malaltia es denomina tetraplegia.

## Etiologia
Les causes van des del trauma (lesió aguda de la medul·la espinal: per la seva secció o compressió, generalment per fragments ossis de les fractures vertebrals) als tumors (compressió medul·lar crònica), mielitis transversa i esclerosi múltiple.

## Persones conegudes afectades de tetraplegia
- Albert Llovera, esportista andorrà